# サルバドール・ラソ・ラソ
サルバドール・ラソ・ラソ(Salvador Lazo Lazo, 1918年5月1日 – 2000年4月11日) はフィリピン人のローマ・カトリック教会高位聖職者であり、1981年から1993年までの間、San Fernando de La Unionの司教を務めた。

## 幼少期
ラソは Fortunato および Emiliana Lazo 夫妻の7人の子供の1人として、カガヤン州 Faire（現・サント・ニーニョ Santo Nino）に生まれた。  父親は地元の治安判事であった。母親が1926年に出産により死去した後、おばが育児を手伝った。1933年にラソは Santo Nino Central School を卒業し、Cagayan National High School および神言会の王たるキリスト神学校 (Christ the King Seminary) へ通った。第二次世界大戦中の日本によるフィリピン占領に伴い、彼および学友の修練者は、ビガン市の無原罪の御宿り神学校 (Immaculate Conception Seminary) にて学習を継続することを余儀なくされた。彼の兄弟もまた神学生だったのだが、この期間に殺害された。

## 司祭として
Tuguegarao 司教区で働くために神言会を離れ、ラソは1947年3月22日に Mariano Madriaga 大司教の手により司祭に叙階された。そしてビガンの聖ペトロ大聖堂で務め、のちにバガオのサン・ホセ教区に移理、San Jose Academy を創設した。1950年、ラソは新規に創設された San Jacinto Minor Seminary のprefect of discipline に任命され、1951年に学長となった。
He became 1967年には Lal-Lo の教区司祭となり、1968年には生徒の増加に伴って Lal-Lo 学院 を創設した。

## 司教として
1969年12月1日、ラソは教皇パウロ6世により、Tuguegarao の補佐司教および Selia の Titular Bishop に任命された。1970 年2月3日にラソは Carmine Rocco 大司教（Juan Sison およびTeodulfo Domingo 両大司教による補佐）により司教聖別を受けた。Antonio Buenafe の死去に伴い、1977年8月3日付で、ラソは Nueva Segovia の補佐司教となった。
1981年1月20日、ラソは教皇ヨハネ・パウロ2世により、San Fernando de La Union の第二司教に任命された。これに伴い、同3月9日にラソは正式に司教に就任した。在職期間中、ラソは神学校、司教区裁判所、司教の住居、修道院2件、聖ヨゼフ司牧センターの建設を監督した。1990年のバギオ大地震は、司教区内の聖堂、学校、教区司祭の住居にひどく損害を与えた。

## 晩年
定年の75歳に達したことに伴い、ラソは1993年5月28日に司教としての地位を引退した。彼はサンボアンガ市で癌に冒された彼の姉妹と共に生活した。 そして聖ピオ十世会と接触するようになってからは彼自身カトリック聖伝主義者を自認するようになり、1995年に至るまで聖伝のミサ（トリエント・ミサ）のみを捧げ続けた。ラソはハイメ・シン枢機卿およびDiosdado Talamayan大司教から、聖ピオ十世会との関係を断つよう要請されたが、ラソはこれを拒否した。
In 1998年、ラソは教皇ヨハネ・パウロ2世に向けて信仰の宣言 (declaration of faith) を出し、「従順とは信仰に益するものでなければならない( "obedience must serve faith".)」と述べた。
同文書において、ラソは第2バチカン公会議の改革について懐疑的な態度を表明し、「(もし第2バチカン公会議の改革がイエズス・キリストの意思によるものであるなら、私は喜んでその実施に協力する。しかし、公会議の改革がカトリックという宗教を破壊するために計画されたものであれば、私は協力を拒否する ("If the Conciliar reforms are according to the will of Jesus Christ, then, I will gladly cooperate in their implementation. But if the Conciliar reforms are planned for the destruction of the Catholic Religion founded by Jesus Christ, then, I refuse to give my cooperation.") 」と述べた。 
後に刊行された自伝によれば、ラソは第2バチカン公会議後の改革を「フリーメイソンに基づき("Masonic inspired,")」「カトリックという宗教を破壊することを目的としている ("aimed to destroy the Catholic Religion.")」と見做していた。またラソはサタンとフリーメイソンの他に「タルムードのユダヤ教」も「カトリック教会の三つの大敵」の一つであるとした。
ラソは81歳で死去し、彼の葬儀ミサは聖ピオ十世会のベルナール・フェレー司教により執り行われた。

## 参照
1. ↑  “Bishop Salvador Lazo's Declaration of Faith to Pope John Paul II”.   sspx.org. 2011年6月11日時点のオリジナルよりアーカイブ。2023年5月20日閲覧。
2. ↑  Lazo. “My Return to the Traditional Latin Mass - Part 2”. 2023年4月30日閲覧。
3. ↑  Lazo. “My Return to the Traditional Latin Mass - Part 1”. 2023年4月30日閲覧。